# Lakeland Shores (Minnesota)
Pour les articles homonymes, voir Lakeland Shores.
Lakeland Shores est une ville américaine située dans le Comté de Washington, dans le Minnesota. Selon le recensement de 2010, sa population est de 311 habitants.